# Tulip Computers (equip ciclista espanyol)
L'equip Tulip Computers va ser un equip ciclista espanyol que competí professionalment el 1990. No s'ha de confondre amb l'equip belga també anomenat Tulip Computers.
L'equip només va durar una temporada enmig de problemes econòmics i acusacions dels ciclistes d'incompliment de contractes per part de Juan Hortelano

## Principals resultats

### A les grans voltes
- Volta a Espanya
  - 1 participació (1991)
  - 0 victòria d'etapa: